# Anatomia upadku (film 2012)
Anatomia upadku – śledczy film dokumentalny z 2012 w reżyserii Anity Gargas dotyczący katastrofy smoleńskiej. 
Przy tworzeniu filmu współpracowali: Rafał Dzięciołowski, Anna Sarzyńska (tłumaczenie), Konrad Falęcki.
Premierowy pokaz filmu odbył się 15 stycznia 2013 w kinie „Wisła” w Warszawie. Płyta z filmem została dołączona do wydania „Gazety Polskiej” z 16 stycznia 2013 roku w nakładzie 139200 egzemplarzy.
W filmie wypowiadają się płk. Zbigniew Rzepa (Naczelna Prokuratura Wojskowa), prof. Marek Żylicz (członek polskiej komisji badającej katastrofę polskiego Tu-154) Aldona Polcyn (siostra Marka Uleryka), Lucyna Gągor (wdowa po gen. Franciszku Gągorze), prof. Kazimierz Nowaczyk, prof. Wiesław Binienda, Antoni Macierewicz, prof. Andrzej Stepnowski, prof. Jan B. Obrębski, prof. Jacek Rońda, prof. Piotr Witakowski, Dymitr Książek oraz mieszkańcy Smoleńska. 
Film przedstawia liczne argumenty, które według autorów filmu podważają tezę raportu MAK i Komisji Badania Wypadków Lotniczych Lotnictwa Państwowego o tym, że brzoza smoleńska urwała część skrzydła samolotu, który następnie z tego powodu wykonał pół-beczkę i spadł do góry podwoziem.
24 stycznia 2013 roku Stowarzyszenie Dziennikarzy Polskich zwróciło się do TVP o emisję filmu. 25 stycznia 2013 poinformowano, że wydanie tygodnika Gazeta Polska wraz z dołączonym filmem sprzedała się w liczbie 120 tys. egzemplarzy, natomiast tego samego dnia zaprezentowano angielską wersję filmu, zaś podczas emisji uczestniczyli zagraniczni dziennikarze.
30 stycznia 2013 film został wyemitowany przez TV Puls (widownia wyniosła 1,13 mln widzów). 26 marca 2013 wersja filmu w języku angielskim (pt. Anatomy of a Fall) została wyemitowana w Parlamencie Europejskim na zorganizowanym pokazie dla urzędników Unii Europejskiej. 8 kwietnia 2013 roku film wyemitowano w TVP1 i obejrzało go średnio 3,14 mln widzów.
30 stycznia 2014 Anita Gargas została wyróżniona „Nagrodą Watergate” za rok 2013 przyznaną przez Stowarzyszenie Dziennikarzy Polskich za film Anatomia upadku.